# Sokil

Sokil (ukrainska: Со́кіл, äldre namn: Sokul, Сокуль) är en by (selo) i Volyn oblast i Ukraina vid floden Styr, 33 kilometer norr om Lutsk. Folkmängden uppgår till cirka 800 invånare.

## Historia
Under första världskriget (då låg byn i det nu historiska vojvodskapet Wolyn i Polen) utkämpades under Brusilovs första offensiv 12-30 juni 1916 vid och i närheten av Sokil en rad hårda strider, med växlande utgång, mellan tyska armégruppen Linsingen och 8:e ryska armén (Aleksej Kaledin). Under Brusilovs andra offensiv samma år blev 6, 10 och 28 juli om Sokil framförda kraftiga ryska anfall tillbakaslagna.